# 라마와의 랑데부

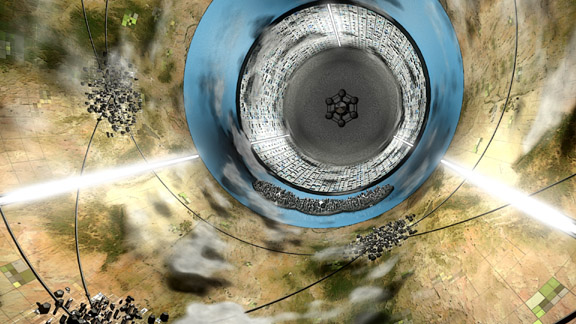

라마와의 랑데부(Rendezvous with Rama)는 아서 클라크 원작의 공상과학 소설이다.

## 줄거리
먼 미래의 태양계로 다가오는 비확인 비행체를 조사해보니 중력을 발생시키는 거대한 회전하는 원기둥 모양의 우주선. 지름 30km 의 이 거대한 우주선 우주인을 위한 내부는 건물과 강과 바다와 공기와 인공태양도 존재 하고 탐사대가 탐사하는 과정이 흥미롭게 펼쳐진다는 이야기.

## 같이 보기
- 오닐 원기둥